# Passeport portugais
Le passeport portugais (en portugais : passaporte português) est un document de voyage international délivré aux ressortissants portugais, et qui peut aussi servir de preuve de la citoyenneté portugaise.

## Liste des pays sans visa ou visa à l'arrivée
En janvier 2021, le passeport portugais permet d'entrer sans visa préalable dans 186 pays. D'après le classement Henley le document occupe, avec ceux de la France, de l'Irlande, des Pays-Bas et de la Suède, le 6e rang en termes de liberté de voyages internationaux.

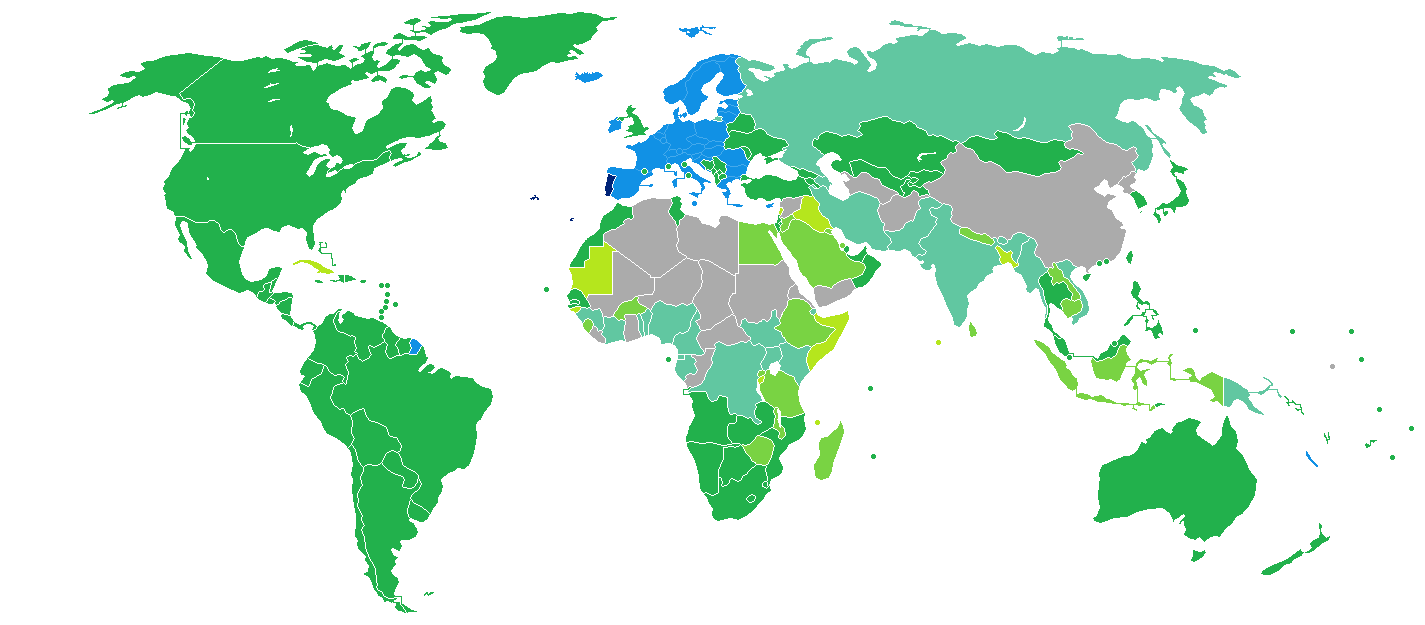
Portugal
Europe en liberté de mouvement
Visa non nécessaire
Visa à l'arrivée
Système de visa en ligne (via internet)
Visa en ligne (via internet) ou à l'arrivée
Visa requis avant l'arrivée

## Exigences pour la photographie
- La photo doit être en couleur
- La taille requise est de 35 mm x 45 mm
- La photo doit montrer la personne seule, sans autres objets ou personnes en arrière-plan
- Elle doit être prise au cours des 6 derniers mois
- Les lunettes doivent être retirées lors de la prise de photo
- Deux (2) photos sont requises